# لويد فوس
لويد فوس (بالإنجليزية: Lloyd Voss)‏ هو لاعب كرة قدم أمريكية أمريكي، ولد في 13 فبراير 1942 في أدريان في الولايات المتحدة، وتوفي في 1 مارس 2007 في بيتسبرغ في الولايات المتحدة بسبب قصور كلوي.

## وصلات خارجية
- لويد فوس على موقع مرجع كرة القدم المحترفة.كوم (الإنجليزية)